# 押谷善一郎
押谷 善一郎（おしたに ぜんいちろう、1935年5月11日 - ）は、日本のアメリカ文学者。大阪市立大学名誉教授。

## 略歴
京都府生まれ。1963年大阪市立大学文学部英文科卒、京都大学大学院修士課程修了。和歌山大学学芸学部（のち教育学部）助教授、教授、京都府立大学教授、1994年大阪市立大学文学部教授、1998年定年退官、名誉教授、就実女子大学教授、就実大学人文学部教授、学長。1995年「スティーヴン・クレインの眼」で大阪市大文学博士。2016年11月、瑞宝中綬章を受章。

## 著書
- 『スティーヴン・クレイン 評伝と研究』（山口書店） 1981
- 『スティーヴン・クレインの詩 研究と鑑賞』（山口書店） 1984
- 『スティーヴン・クレインの印象主義的技法』（大阪教育図書） 1987
- 『Edward Eggleston the Hoosier school-masterの研究 注解・梗概・小伝・論文』（大阪教育図書） 2000

### 共編著
- 『英語世界へのアプローチ 就実女子大学英文学会』（御手洗博, 中野道雄共編著、大阪教育図書） 2003
- 『アメリカ文学史新考 アメリカ文学への手がかり』（監修、久我俊二, 町田哲司, 山本哲編著、大阪教育図書） 2004

## 翻訳
- 『天使の子 ホワイロンヴィル物語』（スティーブン・クレイン、大阪教育図書） 1978
- 『日本人英語の陥し穴』（フランシス・パワー、岩田強共編訳、大阪教育図書） 1986
- 『本街道』（ハムリン・ガーランド、大阪教育図書） 1989
- 『スティーヴン・クレイン物語 波乱に富んだ奇才の半生』（ルース・フランチアー、久我俊二共訳、大阪教育図書） 1991

## 参考
- 押谷善一郎教授略歴・業績目録 (押谷善一郎教授退官記念号) 人文研究 1998
- 『現代日本人名録』 2002